# Kochi (prefeitura)

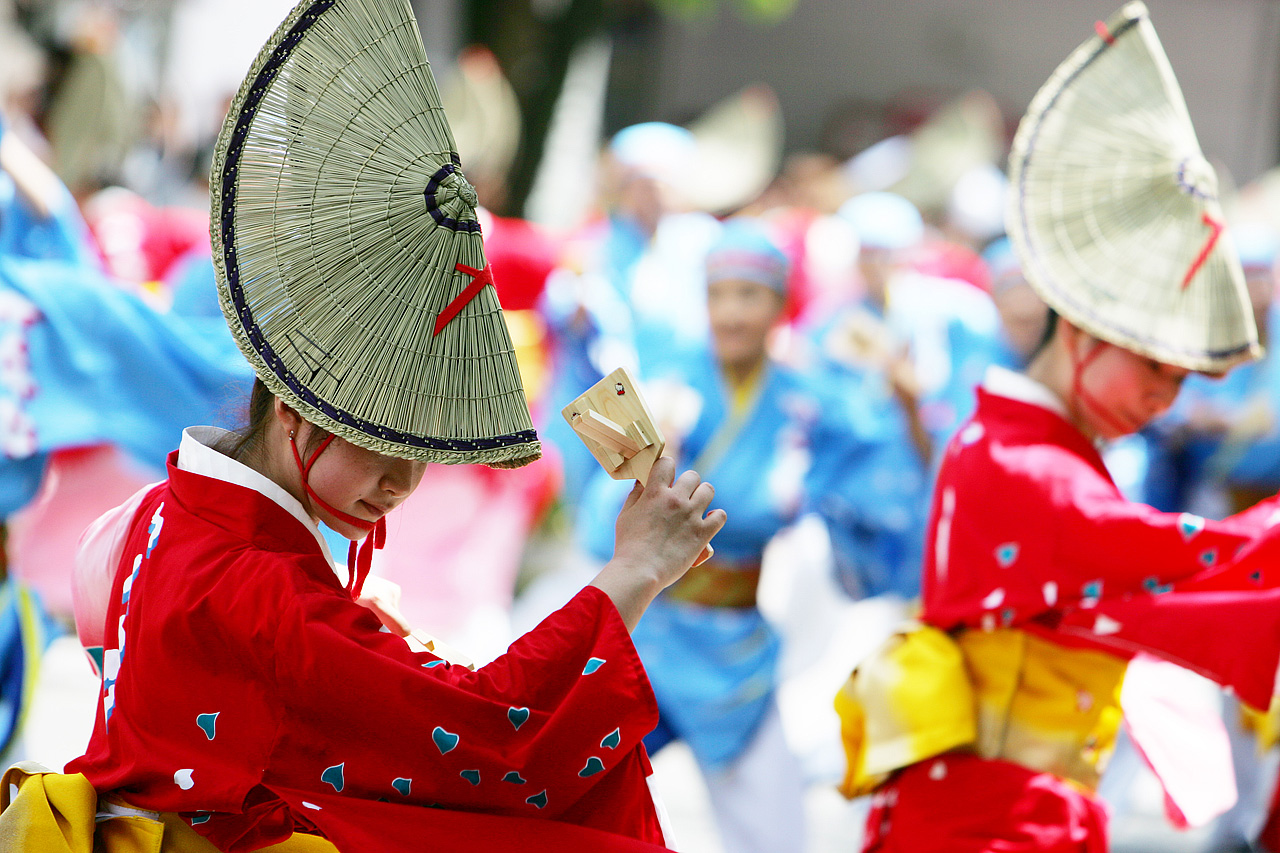
Festival de Yosakoi, que acontece em agosto

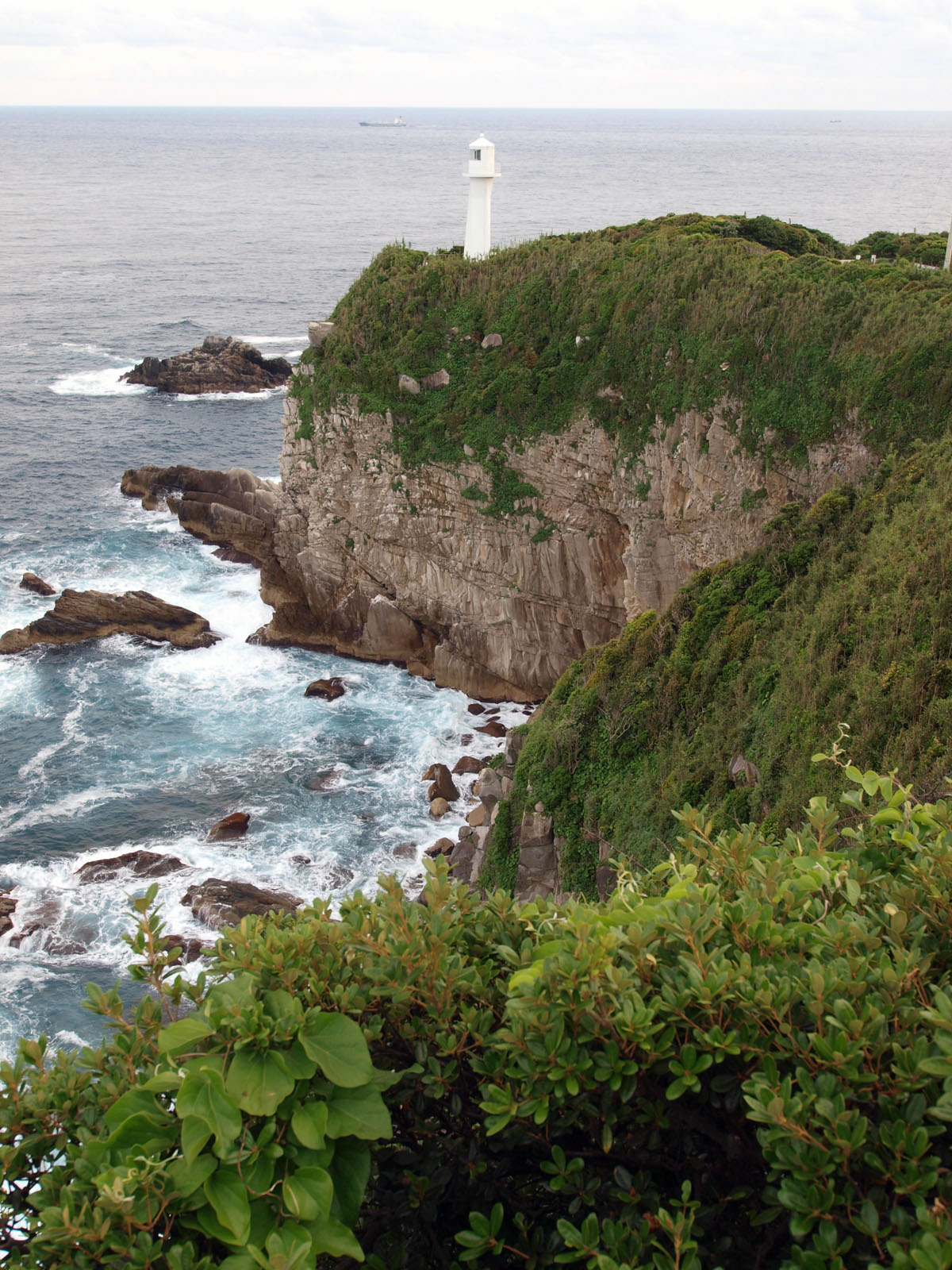
Cabo de Ashizurimisaki

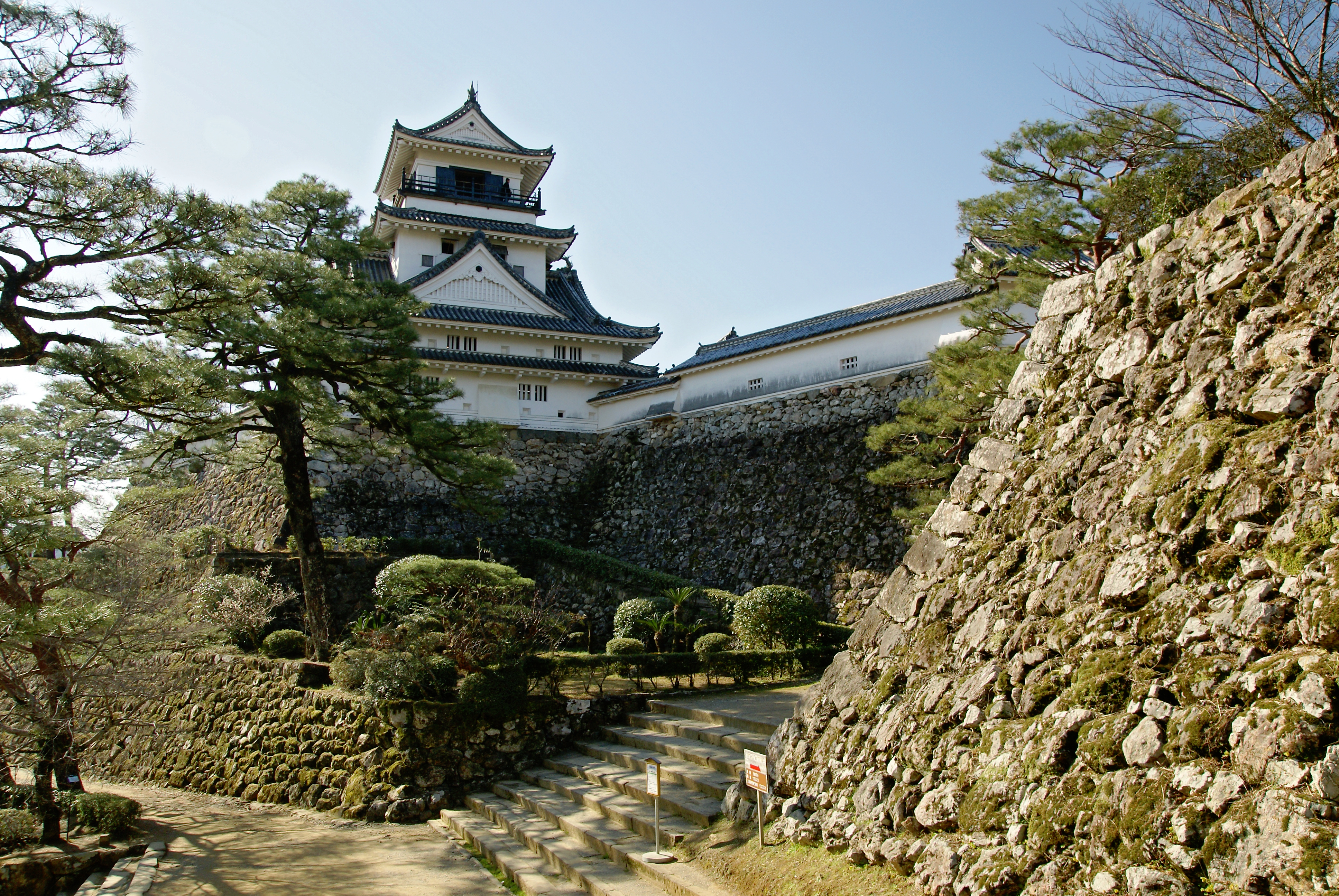
Castelo de Kochi

Kōchi (高知県, Kōchi-ken) é uma prefeitura do Japão localizada na costa sul de Shikoku. A capital é a cidade de Kochi.

## História
Antes da Restauração Meiji, Kochi era conhecido como a Província de Tosa, unificada pelo clã Chosokabe que, ao ser derrotado na Batalha de Sekigahara, cedeu o poder aos Yamanouchi ou Yamauchi.
Ao final do período Tokugawa surgiram de Kochi líderes reformistas que contribuíram para que fosse possível a Restauração Meiji. Entre eles, o herói nacional Sakamoto Ryoma, que mobilizou pessoas e intermediou alianças para que o clã Tokugawa cedesse o poder ao império dando fim ao shogunato.
Em 1871, com as reformas, os feudos são abolidos e a antiga província de Tosa passa a ser conhecida como prefeitura de Kochi.
Também se iniciou em Kochi o Movimento pela Democracia e Liberdade dos Povos, liderado por Itagaki Taisuke. O Movimento constituia da união entre samurais e camponeses que clamavam por uma Assembleia eleita. Mais tarde, Itagaki foi essencial para a fundação do primeiro partido político no Japão, o Partido Liberal.

## Geografia
Kochi compreende a parte sul da ilha de Shikoku, de frente para o Oceano Pacífico. Possui o maior território e é a menos populosa das quatro prefeituras da ilha. A maior parte da prefeitura, 89% de seu território, é montanhosa, muito maior o que a média nacional, e 54%. Apenas em algumas áreas, como ao redor da cidade de Kochi e Nakamura, há uma planície costeira. Na área geológica onde se localiza Shimanto, há abundância de rochas sedimentares, o que torna os deslizamentos de terra frequentes.
Kochi é famosa por possuir alguns dos rios mais limpos do país, como os de Shimanto e o Yasudagawa. Existem muitos grandes rios como o de Shimanto, que corre na parte ocidental da prefeitura e desce do Monte Ishizuchi até a Baía de Tosa, e o de Yoshino, que vem de fora da prefeitura e vai em direção a Tokushima. Ultimamente, a prática de rafting vem aumentando.
Dificilmente Kochi enfrenta problemas de falta de água, sendo que os problemas com inundações são antigos.
A prefeitura é banhada pela corrente marinha de Kuroshio, que traz cardumes de peixes, auxiliando na economia pesqueira local. Ela traz água quente para o mar da prefeitura, o que torna o clima da região quente e úmido, com um nível de precipitação anual dos mais altos do país, perdendo apenas para Okinawa. Nas mãnhas do inverno, é possível observar vapor saindo da superfície do mar. Como se trata de uma região muito chuvosa, a ocorrência de tufões é grande. Considerando dados desde 1951, Kochi é a segunda prefeitura em números de tufões, perdendo apenas para Kagoshima. Ashizurimizaki e Murotomizaki são famosos pelos fortes ventos que sopram nessas regiões.
Na prefeitura, localizam-se muitos pontos turísticos naturais, como os cabos de Murotomisaki, Ashizurimisaki e a caverna de Ryugado. Inamura-yama, em Tosa-cho, é o pico mais alto da prefeitura de Kochi, com uma altitude de 1.506 metros acima do nível do mar.
Apesar do recente aumento das importações e da produção de prefeituras como Tokushima e Miyazaki, o pimentão, a berinjela e o tomate cultivados em Kochi são famosos, sendo usados por retaurantes de alto nível em metrópoles como Tóquio. No litoral da região central da prefeitura, é possível observar muitas estufas de cultivo de vegetais.
Apesar de Kochi ter uma forte imagem de prefeitura costeira, entre a capital Kochi até a cidade de Konan e a parte sul da vila de Tosayamada, na cidade de Kagami, e em torno das planícies da cidade Shimanto, a maior parte do relevo é montanhoso, alcançando até a região costeira.

### Cidades
Onze cidades se localizam na prefeitura de Kochi:
- Aki
- Kami
- Kochi (Capital)
- Konan
- Muroto
- Nankoku
- Shimanto
- Sukumo
- Susaki
- Tosa
- Tosashimizu

### Distritos
Esses são os distritos da prefeitura de Kochi e suas respectivas vilas:
| - Distrito de Agawa - Ino - Niyodogawa - Distrito de Aki - Geisei - Kitagawa - Nahari - Tano - Toyo - Umaji - Yasuda | - Distrito de Hata - Shimanto - Kuroshio - Mihara - Otsuki - Distrito de Nagaoka - Motoyama - Ōtoyo | - Distrito de Takaoka - Hidaka - Nakatosa - Ochi - Sakawa - Shimanto - Tsuno - Yusuhara - Distrito de Tosa - Okawa - Tosa |

## Turismo
Seus principais pontos turísticos são o Castelo de Kochi, a ponte conhecida como Harimayabashi e a praia de Katsurahama.

## Esportes
Os seguintes times são sediados em Kochi:
- Kochi Fighting Dogs (beisebol)
- Nangoku Kochi F.C. (futebol)

## Símbolos da prefeitura
- O pássaro pitta nympha (ヤイロチョウ)
- A flor de Myrica rubra (ヤマモモ)
- A árvore Criptoméria (Cryptomeria japonica)
- O peixe Bonito (カツオ)
- O mascote Kuroshio-kun, um desenho de uma corrente marinha personificada